# Tătăranu (Vrancea)
Tătăranu é uma comuna romena localizada no distrito de Vrancea, na região de Moldávia. A comuna possui uma área de 92.80 km² e sua população era de 4902 habitantes segundo o censo de 2007.